# غرانت ماين
غرانت ماين هو مجدف كندي، ولد في 11 فبراير 1960 في فيكتوريا في كندا.

## وصلات خارجية
- غرانت ماين على موقع الاتحاد الدولي للتجديف (الإنجليزية)
- غرانت ماين على موقع اللجنة الأولمبية الدولية (الإنجليزية)
- غرانت ماين على موقع أوليمبيديا (الإنجليزية)
- غرانت ماين على موقع اللجنة الأولمبية الكندية (الإنجليزية)
- غرانت ماين على موقع اتحاد ألعاب الكومنولث (مؤرشف) (الإنجليزية)